# Рааб, Иоганн Леонгард
Иоганн Леонгард Рааб (нем. Johann Leonhard Raab; 29 марта 1825, Унтершванинген, Королевство Бавария — 2 апреля 1899, Мюнхен) — немецкий гравёр и живописец, педагог, профессор.

## Биография
Обучался в Нюрнбергской Академии изящных искусств под руководством К. Майера и Рейнделя.
Хотя он начал, как художник, однако вскоре занялся гравировкой. Поступил в мюнхенскую академию художеств, где его учителем в гравировальном искусстве был профессор Самуэль Амслер.
Работал в Нюрнберге. С 1866 года — профессор гравировального искусства мюнхенской академии.
Вышел в отставку в 1895 году и, вместе с друзьями, открыл свою мастерскую живописи.

## Творчество
Среди многочисленных его произведений, исполненных линейной манерой, главную роль играет принцип живописности. Особенно удачными могут считаться: «Лютер, сжигающий папскую буллу», с Лессинга, «Лютер, прибивающий свои тезисы к воротам замка», также с Лессинга, пять листов «Гетевских героинь», с Каульбаха, «Забытая в танцевальном зале», с Киндлера, «Мадонна дома Темпи» и «Мадонна ди-Фолиньо», с Рафаэля.
Кроме гравюр резцом, Рааб произвёл немало прекрасных офортов, между прочим эстампы: «Ученик сапожника», с Кнауса, и «Pieta», с Фейербаха, и 48 эстампов с картин мюнхенской старой пинакотеки.
Автор целого ряда небольших медных пластин с иллюстрациями для книгоиздателей.

## Галерея

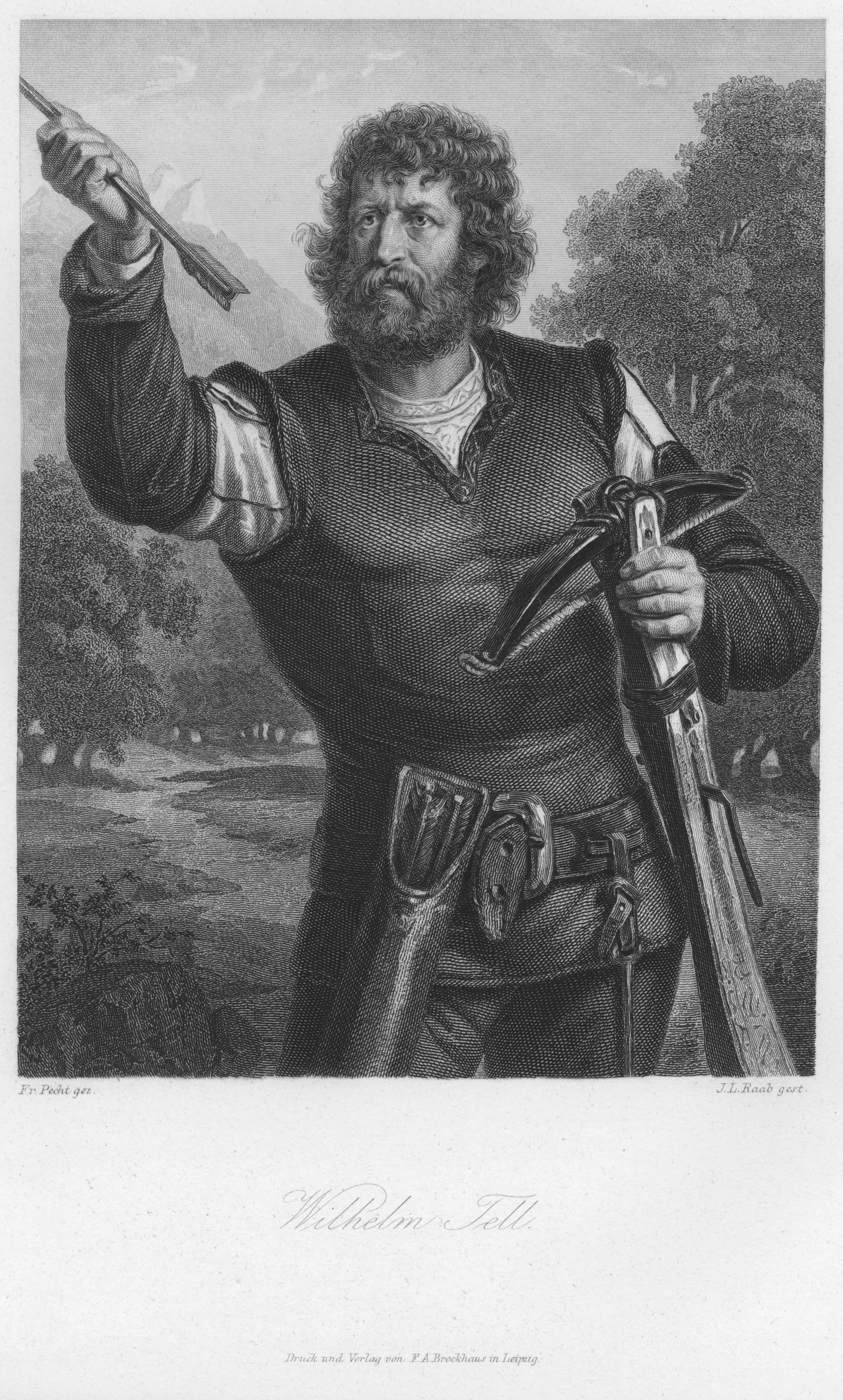
Вильгельм Телль. Около 1859
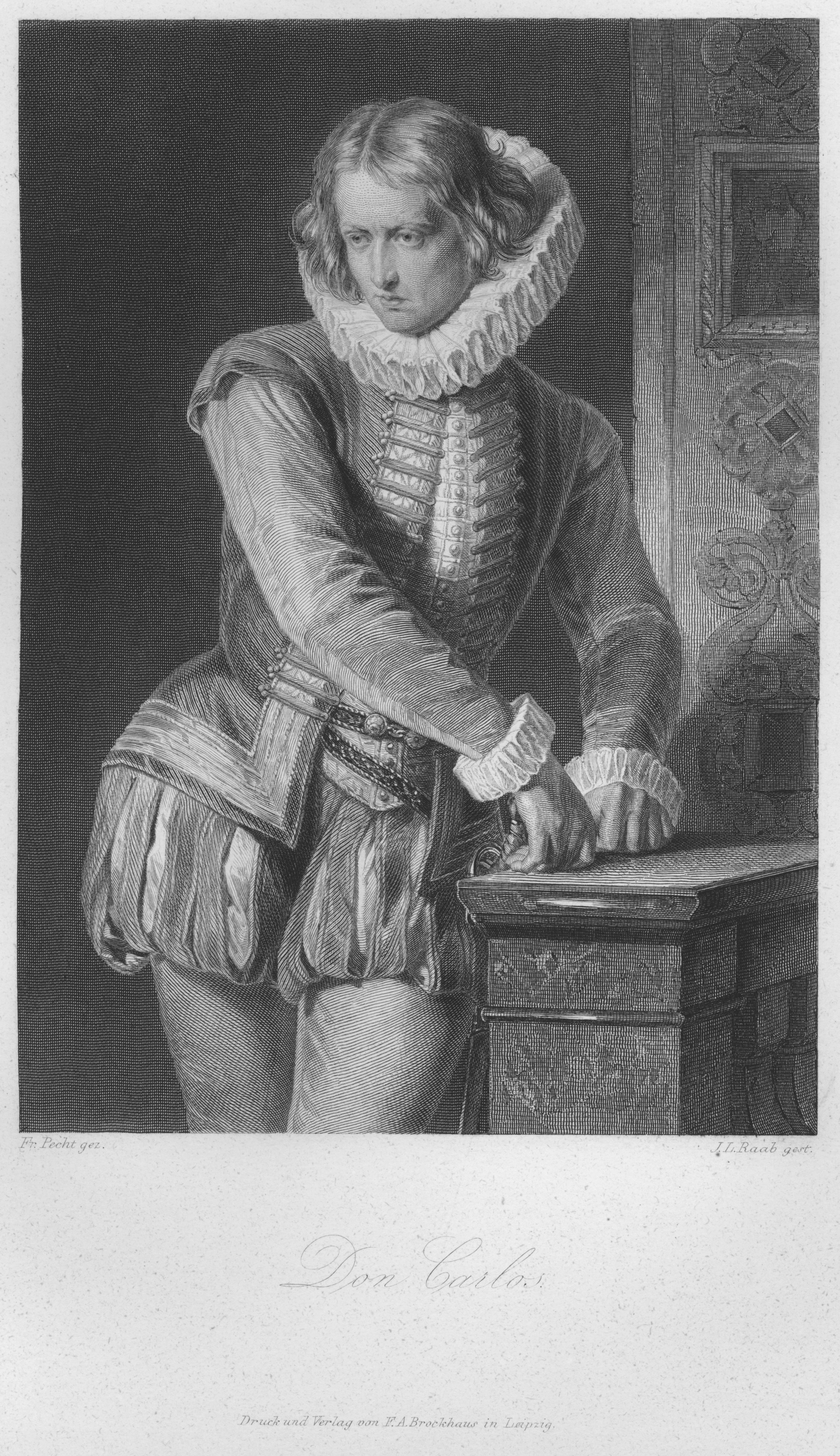
Дон Карлос